# بيكر سيتي

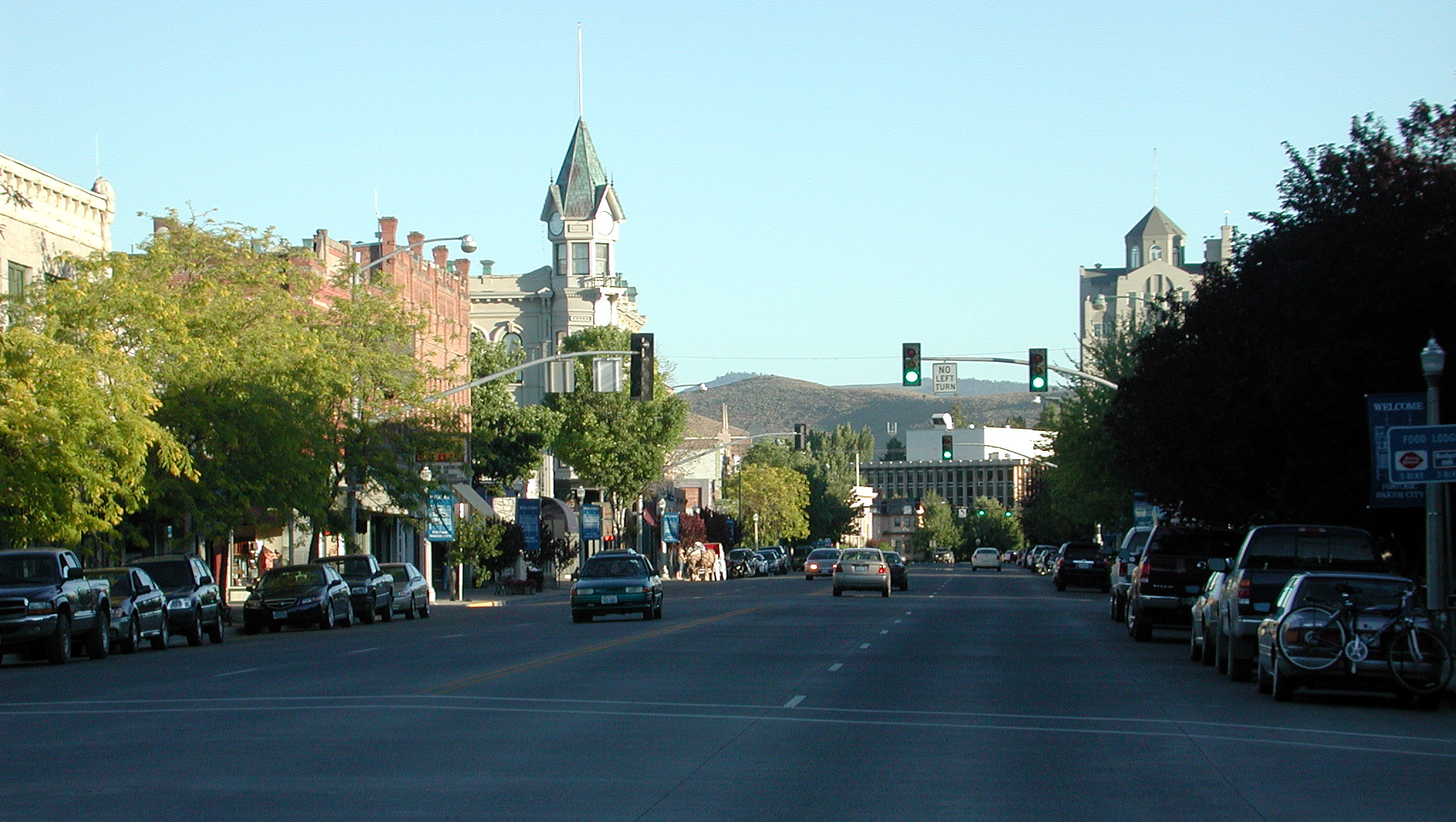

بيكر سيتي، أوريغون هي مدينة في ولاية أوريغون الأمريكية. سميت المدينة على إدموند بيكر، السيناتور الأمريكي الوحيد الذي قتل في معركة

## التركيبة السكانية
قام مكتب تعداد الولايات المتحدة بتحديد بيانات التركيبة السكانية لبيكر سيتيفي تعداد الولايات المتحدة. في ما يلي، التركيبة السكانية حسب تعدادي 2000 و2010.

### تعداد عام 2000
بلغ عدد سكان بيكر 1,695 نسمة بحسب تعداد عام 2000، وبلغ عدد الأسر 694 أسرة وعدد العائلات 455 عائلة مقيمة في المدينة. في حين سجلت الكثافة السكانية 1,974.8 نسمة لكل ميل مربع (762.5/كم2). وبلغ عدد الوحدات السكنية 855 وحدة بمتوسط كثافة قدره 996.2 نسمة لكل ميل مربع (384.6/كم2).
وتوزع التركيب العرقي للمدينة بنسبة 98.11% من البيض و 0.53% من الأمريكيين الأصليين و 0.29% من الأمريكيين ذوي الأصول الآسيوية و 0.06% من سكان جزر المحيط الهادئ و 0.24% من الأمريكيين الأفارقة و 0.65% من عرقين مختلطين أو أكثر.
بلغ عدد الأسر 694 أسرة كانت نسبة 32.3% منها لديها أطفال تحت سن الثامنة عشر تعيش معهم، وبلغت نسبة الأزواج القاطنين مع بعضهم البعض 53.7% من أصل المجموع الكلي للأسر، ونسبة 7.8% من الأسر كان لديها معيلات من الإناث دون وجود شريك، وكانت نسبة 34.3% من غير العائلات. تألفت نسبة 30.8% من أصل جميع الأسر من أفراد ونسبة 16.4% كانوا يعيش معهم شخص وحيد يبلغ من العمر 65 عاماً فما فوق. وبلغ متوسط حجم الأسرة المعيشية 2.98، أما متوسط حجم العائلات فبلغ 2.38.
بلغ العمر الوسطي للسكان 40 عاماً. وكانت نسبة 26.8% من القاطنين تحت سن الثامنة عشر، وكانت نسبة 6.3% بين الثامنة عشرة والأربعة وعشرين عاماً، ونسبة 25.0% كانت واقعةً في الفئة العمرية ما بين الخامسة والعشرين والأربعة وأربعين عاماً، ونسبة 22.1% كانت ما بين الخامسة والأربعين والرابعة والستين، ونسبة 19.9% كانت ضمن فئة الخامسة والستين عاماً فما فوق. يوجد لكل 100 أنثى 97.1 ذكر، ويوجد لكل 100 أنثى في الثامنة عشر من عمرها فما فوق 88.6 ذكر.
بلغ متوسط دخل الأسرة في المدينة 30,893 دولار، أما متوسط دخل العائلة فبلغ 42,375 دولار. وكان متوسط دخل الذكور 30,667 دولار مقابل 17,500 دولار للإناث. وسجل دخل الفرد الخاص بالمدينة 17,461 دولار. وكانت نسبة 7.7% من العائلات ونسبة 10.7% من السكان تحت خط الفقر، وكان من هؤلاء نسبة 15.3% تحت سن الثامنة عشر ونسبة 6.3% في الخامسة والستين من العمر وما فوق.

### تعداد عام 2010
بلغ عدد سكان بيكر سيتي 9,828 نسمة بحسب تعداد عام 2010، وبلغ عدد الأسر 4,212 أسرة وعدد العائلات 2,529 عائلة مقيمة في المدينة. في حين سجلت الكثافة السكانية 1,372.1 نسمة لكل ميل مربع (529.8/كم2). وبلغ عدد الوحدات السكنية 4,653 وحدة بمتوسط كثافة قدره 674.3 نسمة لكل ميل مربع (260.3/كم2).
وتوزع التركيب العرقي للمدينة بنسبة 94.57% من البيض و 1.12% من الأمريكيين الأصليين و 0.53% من الأمريكيين ذوي الأصول الآسيوية و 0.01% من سكان جزر المحيط الهادئ و 0.44% من الأمريكيين الأفارقة و 2.35% من عرقين مختلطين أو أكثر.
بلغ عدد الأسر 4,212 أسرة كانت نسبة 24.5% منها لديها أطفال تحت سن الثامنة عشر تعيش معهم، وبلغت نسبة الأزواج القاطنين مع بعضهم البعض 1.2% من أصل المجموع الكلي للأسر، ونسبة 10.5% من الأسر كان لديها معيلات من الإناث دون وجود شريك، وكانت نسبة 40.0% من غير العائلات. تألفت نسبة 33.8% من أصل جميع الأسر من أفراد ونسبة 16.8% كانوا يعيش معهم شخص وحيد يبلغ من العمر 65 عاماً فما فوق. وبلغ متوسط حجم الأسرة المعيشية 2.85، أما متوسط حجم العائلات فبلغ 2.25.
بلغ العمر الوسطي للسكان 44 عاماً. ونسبة 23.0% كانت واقعةً في الفئة العمرية ما بين الخامسة والعشرين والأربعة وأربعين عاماً، ونسبة 27.8% كانت ما بين الخامسة والأربعين والرابعة والستين، ونسبة 20.5% كانت ضمن فئة الخامسة والستين عاماً فما فوق. وتوزع التركيب الجنسي للسكان بنسبة 49.7% ذكور و50.3% إناث.None